# (58174) 1990 SZ10
(58174) 1990 SZ10 là một tiểu hành tinh vành đai chính. Nó được phát hiện bởi Henry E. Holt ở Đài thiên văn Palomar ở Quận San Diego, California, ngày 20 tháng 9 năm 1990.